# Strange Glacier
Strange Glacier är en glaciär i Antarktis. Den ligger i Västantarktis. Argentina, Chile och Storbritannien gör anspråk på området. Strange Glacier ligger 1 208 meter över havet.
Terrängen runt Strange Glacier är varierad. Trakten är obefolkad. Det finns inga samhällen i närheten.